# Liste von Zwölftonkomponisten
Die folgenden Komponisten haben Verfahren, die als „Zwölftontechnik“ bezeichnet werden, in ihrem kompositorischen Schaffen angewendet.

## Reihentechnik
Komponisten der Zwölftontechnik, die Angehörige der Zweiten Wiener Schule oder von dieser beeinflusst waren:
- Hans Erich Apostel (1901–1972)
- Milton Babbitt (1916–2011)
- Alban Berg (1885–1935)
- Günter Bialas (1907–1995)
- Karl-Birger Blomdahl (1916–1968)
- Max Brand (1896–1980)
- Elliott Carter (1908–2012)
- Aaron Copland (1900–1990)
- Luigi Dallapiccola (1904–1975)
- Paul Dessau (1894–1979)
- Herbert Eimert (1897–1972)
- Hanns Eisler (1898–1962)
- Wolfgang Fortner (1907–1987)
- Wolfgang Fraenkel (1897–1983)
- Benjamin Frankel (1906–1973)
- Robert Gerhard (1896–1970)
- Norbert von Hannenheim (1898–1945)
- Hermann Heiß (1897–1966)
- Philip Herschkowitz (1906–1989)
- Hanns Jelinek (1901–1969)
- Józef Koffler (1896–1944)
- Ernst Krenek (1900–1991)
- Gerhard Lampersberg (1928–2002)
- René Leibowitz (1913–1972)
- Elisabeth Lutyens (1906–1983)
- Riccardo Malipiero (1914–2003)
- George Perle (1915–2009)
- Goffredo Petrassi (1904–2003)
- Tong Sang (1923–2012)
- Arnold Schönberg (1874–1951)
- Humphrey Searle (1915–1982)
- Mátyás Seiber (1905–1960)
- Roger Sessions (1896–1985)
- Nikos Skalkottas (1904–1949)
- Leopold Spinner (1906–1980)
- Igor Strawinsky (1882–1971)
- Sándor Veress (1907–1992)
- Wladimir Vogel (1896–1984)
- Anton Webern (1883–1945)
- Stefan Wolpe (1902–1972)
- Hans Georg Zambona (* 1928)
- Bernd Alois Zimmermann (1918–1970)

## Andere Verfahren
- Jefim Golyscheff (1897–1970)
- Josef Matthias Hauer (1883–1959)
- Hermann Heiß (1897–1966)
- Fritz Heinrich Klein (1892–1977)
- Frank Martin (1890–1974)
- Helmut Neumann (* 1938)
- Nikolai Obuchow (1892–1954)
- Philippine Schick (1893–1970)
- Heinrich Simbriger (1903–1976)
- Othmar Steinbauer (1895–1962)